# 歩行

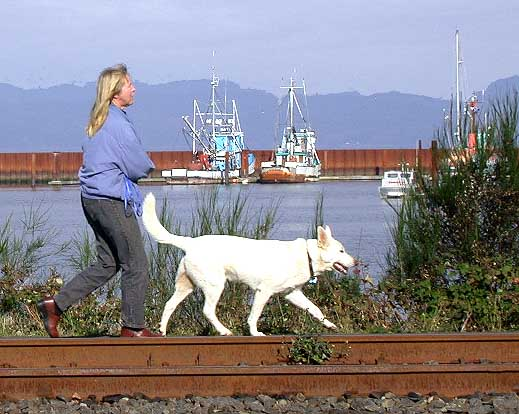
人の歩き（二足歩行）と犬の歩き（四足歩行）

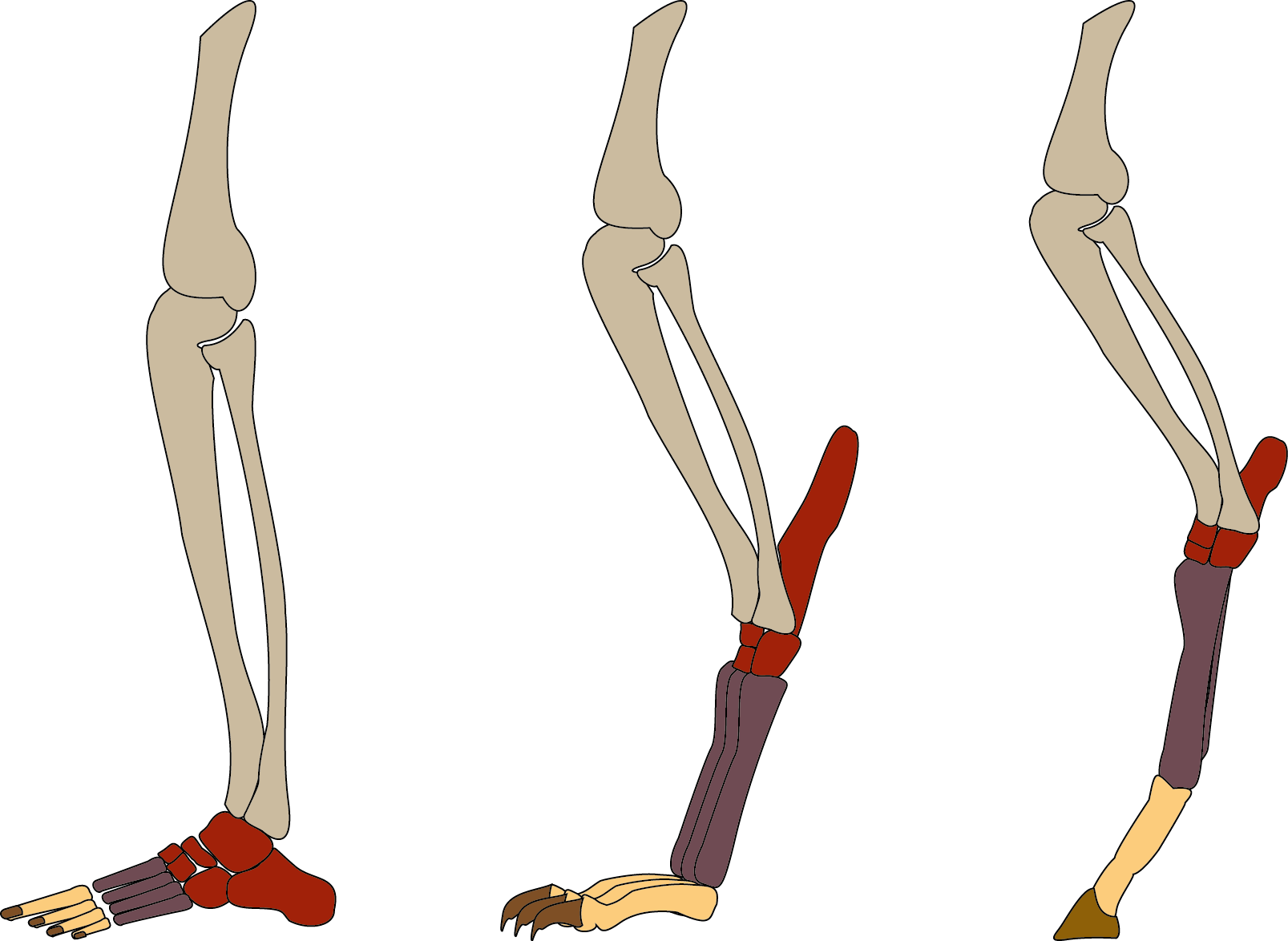
左から蹠行・趾行・蹄行動物の足骨格。赤は足根骨、紫は中足骨、黄色は趾骨、茶色は爪（蹄）

歩行（ほこう）とは、「歩く」ことであり、足（脚）による移動のうち比較的低速のものを言い、厳密にはどの瞬間も少なくともひとつの足が地面についたまま移動する動作を言う。「歩く」は「走る」と対比される。

## 大まかな分類
脚の本数で一足歩行、二足歩行、三足歩行、四足歩行、多足歩行などがある。
足裏をつけて歩く蹠行、踵を浮かせ爪先立ちで歩く趾行、爪が進化した蹄で歩く蹄行がある
普通に歩けない場合は、歩行障害（異常歩行、Gait abnormality）という。神経系と筋骨格系に異常があることから、様々な歩行の特徴がある。酔っ払いに見られる千鳥足 、外傷や奇形による跛行、有痛性歩行、病気によるパーキンソン歩行など様々な特徴がみられる。
多脚歩行で重心で考えたときに、動歩行と静歩行がある。接地した足を頂点として結んだ多角形の中に重心があれば静歩行、多角形から重心が外れて動的に安定して歩行すれば動歩行である。

## 歴史
地上を歩いた最古の動物が何だったかについては諸説あり、3億6700万から3億6250万年ほど前に生息していた原始的四肢動物イクチオステガ、さらに古いオブルチェヴィクティス、エルギネルペトンなどの原始的四肢動物、約3億7500万年前の陸上進出時に陸上で生活するための上腕骨を発達させた魚類ティクターリクなどもある。
いわゆる恐竜のうち陸上で暮らしていたものも地上を歩行していた。たとえば最強の捕食者と形容されるティラノサウルス（約6,800万 - 約6,600万年前に生息していたと推定されている）は、走ることもできたが科学者たちの分析によるとあまり速く走ると骨が砕けてしまうので走るとしても19km/h以上の速度では走れなかっただろうと推測されていて、しかも、2021年4月21日に発表された論文によるとティラノサウルスは早歩きでさえもできる限り避けていたようで、つまり基本的には歩いており、ティラノサウルスにとっての適切な歩行速度は平均4.8km/hだったという。
哺乳類の共通祖先は、足裏をつけて歩く蹠行性歩行である。蹠行から大型化する進化とともに各種が独立して踵を浮かせて歩く趾行、さらに爪を進化させた蹄行に進化した。歴史上、蹄行から趾行に戻ったり、趾行から蹠行への戻りもあるが、蹄行から直接蹠行になることはない。

## 魚類の歩行
歩く魚という海底を歩行する魚類が確認されている。陸上を歩くことができる魚が少なくとも11種確認されている。
海底を歩行し、何億年も変化が起きていないガンギエイ類の歩行を制御する神経細胞や遺伝子が他の動物と同じものであることが明らかになっている。こういった根拠から、歩行を制御する神経ネットワークは、4億2000万年以上前に魚類において歴史上はじめて出現したとされる説がある。

## 四足動物の歩行
四つの脚（肢）を動かす順序は動物の種類によって異なっており、そのパターンは6種類に分けられている。側対歩

### 馬の歩行

馬の常歩

歩きに相当する馬の動作は「常歩」（なみあし）と言う。並足とも書く。
なみあしの通常の速度は1分間に110mほど、時速6.6kmほどである。つまり人間の通常の歩く速度の時速4kmより速い。肢の着地順は右後肢→右前肢→左後肢→左前肢であり、これを繰り返す。頭、頸を左右や上下に大きく動かして歩く。なお馬の歩法には常歩・速歩・駈歩・襲歩などがあり、それらのなかで常歩は最も速度が遅い。

### 犬の歩行
犬の歩きの平均時速は小型犬では3.6km/h、中型犬と大型犬では4.6km/h。犬と人間の平均的な歩行速度には大きな差は無いので、人間の散歩のパートナーとしても相性が良く、人との散歩は犬にもちょうどよい運動になる。

### 類人猿の歩行
ゴリラやチンパンジーなどはナックル歩行（指背歩行）という四足歩行を行う。ヒトが二足歩行に至る前にナックル歩行を行っていたというナックル歩行仮説があったが、骨格形態の発生パターンからは否定されている。類人猿から原始人への移行の化石で地上で2足歩行、樹上で4足歩行を行っていたと考えられるアルディやダヌビウス・グッゲンモシなどが発見されている。

## 人の歩行

歩行動作。古い連続写真を現代のgifファイル形式で動画にしたもの。腕の動きも連動しているのが判る。

足だけに焦点をあてた歩行のアニメーション

ヒトの特徴に直立二足歩行がありヒトの進化と密接に関連していると言われている。歩行は基本動作のひとつであり、スポーツ科学の研究対象にもなっている。

### 幼児の四足歩行と成人の二足歩行
乳児・幼児はまず四足歩行を行う。日本では「這い這い（はいはい）」と呼ばれている状態であり、四つん這いで「這う（はう）」状態である。這い方は成長の段階で異なりまた個人差もあるが、肘を伸ばした上肢（腕）と膝による「四つんばい」である。これは動物らしい歩行となっている。
というのも、一般的な哺乳類（霊長類以外の哺乳類）は下の<1>のパターンで肢を動かし、霊長類のほうは下の<2>のパターンで動かすと言われているのだが、乳児の「這い這い」は<1>のパターンなのである。
<1> 右前肢→左後肢→左前肢→右後肢→右前肢、の繰り返しのパターン。
<2> 右前肢→右後肢→左前肢→左後肢→右前肢、の繰り返しのパターン。
ちなみに成人でも意識して這うことはでき、そのときの四肢の動く順序は、一般的な哺乳類と同じである。
ところが成人の二足歩行は、両腕を前肢と考えると<2>のパターンであるという。<1>のパターンをとるか<2>のパターンをとるかは、体重を前肢で多く支えるか、それとも後肢で多く支えるかによって決まっているようで、乳児は相対的に頭が大きく腕（上肢）で支える重量のほうが大きく一般の哺乳類と同じであるが、霊長類ではなかば立ち上がり後肢で体重を支える割合が多くなるとともに<2>のパターンとなっているようであり、ヒトは下肢（後肢）が100%体重を支えるのでサルのように<2>のパターンになるものと考えられる、という。

### 基本動作
片側の踵が設置してから再び同じほうの踵が設置するまでを1歩行周期という。
1歩行周期を一方の脚についてみたとき、足部が地面に接地している時期を立脚相、足部が地面から離れている時期を遊脚相という。立脚相は、踵が接地する踵接地（しょうせっち）、足底まで接地する足底接地、全体重が支持脚を通して足底にかかる立脚中期、踵が地面から離れる踵離地（しょうりち）、足の指まで地面から離れる足趾離地（爪先離地）の5つのサイクルからなる。つづく遊脚相は、脚の位置により、体幹の後方にある加速期、体幹の直下にある遊脚中期、体幹の前方に振り出す減速期の3つのサイクルからなる。
また、両方の脚についてみたとき、両脚が地面に接地している時期を両脚支持期、片脚のみが地面に接地している時期を片脚支持期という。
歩行に関するパラメータには以下のようなものがある。
- 歩行率（ほこうりつ、walking rate） - 時間単位当たりの歩数のことであり単位は歩/分または歩/秒である[17]。歩行率は身長、年齢、性別等の影響を受ける[17]。ケイデンスまたは歩調ともいう[17]。
- 歩幅（ほはば、step length） - 片脚が接地し他方の片脚が接地するまでの1歩当たりの踵間の距離のこと[17]。単位はメートルやセンチメートルなどを用いる。
- 重複歩（ストライド、stride） - 片脚が接地しさらに他方の片脚が接地するまでの踵間の距離のこと[17]。
- 歩行比（ほこうひ） - 歩幅と単位時間当たりの歩数との比のこと。歩幅を歩行率で割ることで求める。
- 歩行速度（ほこうそくど） - 歩行によって移動した時の移動速度のこと。なお、歩幅と歩行率との積は、歩行速度を分速で計算した時の値と一致する。日本の不動産業の広告などでは「XX駅まで徒歩○○分」などの、最寄駅からの所要時間を示す宣伝文句がよく見受けられる。この不動産物件からその最寄駅までの徒歩の所要時間は、不動産公正取引協議会の表示規約により、「徒歩所要時間」として、1分=80mとして計算するように基準が設けられている。なお、1分未満の端数については切り上げる事とされている。
- 歩隔（ほかく、stride width） - 歩行時の左右の足の両踵間の幅のこと[18]。歩幅とは異なる。単位はセンチメートルなどを用いる。

### 静歩行と動歩行
ヒトの成人の重心は仙骨の前面付近にあり、歩行の際は体幹上部と体幹下部で逆方向の回旋運動を行うことで振幅を抑え歩行の速度を調整している。
2本足で歩く際に「足を接地して荷重してから全体の重心を移動する」場合を特に静歩行といい、また「足を進行方向に移動させると同時に全体の重心を移動する」場合を動歩行という。それぞれ静的歩行と動的歩行と呼ばれることもある。

### 歩容（正常歩行と異常歩行）
歩く様子のことを歩容（ほよう）という。歩容は物理量ではない。詳しくは歩容解析を参照のこと。
ヒトの歩行は正常歩行と異常歩行に分けられるが、正常でない歩行のすべてが疾病によるわけではなく歩行は年齢や身体的特徴、精神状態などの影響を受けるため歩き方に特徴（歩き方のくせ）がはっきりとみられることも多い。
- 船乗り歩行 - 腰椎の前弯が強い人などに見られる歩容で左右の足の間隔の広い歩行[19]。
- 前かがみ歩行 - ヒールの高い靴を履いた人などに見られる歩容で腰を過伸展し膝を屈曲した歩幅の短い歩行[19]。

など
一方、異常歩行は神経筋疾患、運動器疾患、加齢などが原因で引き起こされる。このほか異常歩行は外傷（ねんざ等）、下肢長差、筋疾患、疼痛などでも引き起こされる。
- すくみ足（frozen gait） - すくみ足は中枢神経疾患にみられる症状で下肢の屈筋と伸筋が同時収縮する現象をいう[22]。
- 小刻み歩行（brachybasia） - 小刻み歩行は血管障害性対麻痺、脳卒中、パーキンソン患者に見られる歩容で、前屈姿勢で足底をこするような歩行をいう[22]。
- 失調性歩行（gait ataxia）
- 動揺性歩行（動揺歩行、waddling gait） - 進行性筋ジストロフィーの症状で腰椎の弯曲の増強により下肢の内旋と尖足を伴った左右の揺れの大きい歩行をいう[21]。
- 間欠性跛行（間欠性歩行困難症、Intermittent claudication） - 下肢の動脈の閉塞や狭窄などが原因で見られる歩行[21]。

など

### 歩法
武術などで、疲れない歩き方などが研究された。
- 速歩 - 速さを上げた歩行。
- スキップ - 片足で軽く飛ぶような動作を交互の足で連続させる歩行。
- 摺り足（すりあし）
- 禹歩（うほ）
- ナンバ歩き
- 足甲歩き

### 歩行と健康
歩行は重病人や一部の障害者を除き問題なく実践できる行為であり、しかも現代人の多くが増えている病気や不健康状態を予防あるいは改善する効果がある。とくに動脈硬化に関連する病気や死亡に対する効果が期待されている。
日本での研究では、40-79歳の27738人をプロスペクティブに13年間調査したところ、年齢や疾患などで調整した場合においても、1日に1時間以上歩く群は、1日1時間未満しか歩かない群と比べて長生きであった。40歳以上の男女4,840人を約10年間追跡調査した結果、1日8,000歩以上歩いた人は、1日4,000歩未満の人に比べて、すべての原因による死亡率が51%低いことがわかった。4年間続いた女性の健康研究の16,000人以上の高齢のアメリカ人女性（平均年齢72歳）の大規模な研究では、1日あたり4,400ステップを取る人は、1日あたり約2,700ステップを取る人と比較して死亡率が41％低いことが判明した。 1日7,500歩までは歩数を増やすことに関連して死亡率が低下し続けたが、それ以上の歩数では追加的な利点は見られなかったとされていた。1日に約9,800歩以上歩く人が最も健康であった。しかし、2023年8月9日に発表された研究によると、日本のような国々では、500歩歩くごとに、さらには20,000歩まで、さらなる健康上の利点が見られたという。また、記憶を司る脳の部分を増やすためにもウォーキングは必要であるし、食後に少し歩くと血糖値が下がる。
ウォーキングエキササイズでは通常の歩き方よりもいくらか速く歩く。つまりいわゆる速歩を行うものでありジョギングと比べて膝への負担が少ない。普段の運動が少なすぎる人々にとって運動不足の解消となり生活習慣病の予防に効果があるとされており、具体的には次のような疾患の予防に役立つ。
- 認知障害
- 心血管疾患
- 動脈硬化
- 高血圧
- 糖尿病
- 脂質異常症
- 肥満

また不眠症や便秘の解消に効果があることもある。

#### 歩行訓練士
視覚障害者の自立歩行を訓練する歩行訓練士という職業もある。ただし、2025年時点で日本の視覚障碍者30万人に対して、歩行訓練士は245人で実際に訓練を行っているのは200人以下で人材不足となっている。

### 歩行と社会階級・収入
ドコモ・ヘルスケア株式会社の活動量計のデータから、年収が高い人の方がせっかちで歩行速度が速いことが示されている。またイギリスのWhitehall Study2において、役職が高い方が歩行速度が速い結果となっている。別の研究で、看護師を対象とした統計では最大歩行速度が速いほど作業能力が高い傾向が見られた。
また、国ごとの比較で、1人当たりのGDPが高いほど、購買力平価が高いほど、個人主義が認められる豊かな先進国ほど歩行速度が速い傾向が見られた。

### 文化
- 徒歩旅行
- 歩行者天国、歩行者専用道路、歩きやすさ（英語版）、歩行者空間
- 遊歩百選
- ムーンウォーク - ダンスの歩き。
- 行脚 - 仏教において、徒歩で各地を巡る修行。
- 徒歩暴走族
- 歩きスマホ
- 競歩、強歩大会 - ゴールすることを完歩という。
- 行進
  - ガチョウ足行進

## ロボットの歩行
ロボットによる二足歩行
二足歩行ロボットの研究では、ホンダのASIMOでは動歩行のみならず走行まで出来るようになっている。
ロボットによる四足歩行
アメリカのボストン・ダイナミクス社のSpotやビッグドッグなどがよく知られている。
多足歩行ロボット
6脚では、重心を常に安定させられる交互3点接地法（交互三脚歩行）が使用可能である。6脚以上では、常に複数の支持多角形が形成され、常に重心が多角形に収まるので安定した静歩行が行われる。ただし、可動部である脚が多いほどコスト・技術難度・整備性が悪くなるため、6足歩行機械が最も効率的とされている。

## 歩行補助
子供の歩行練習や歩くのが困難になった人向けに歩行器（固定型歩行器、交互型歩行器）や杖、松葉杖などの歩行補助具がある。そのほかに、3Dプリンターの発達によって足を失った多くの動物で義肢が用いられるようになった。
松葉杖を使った歩行は、免荷3点歩行など状況などに応じて様々な歩行方法がある。

## ギャラリー

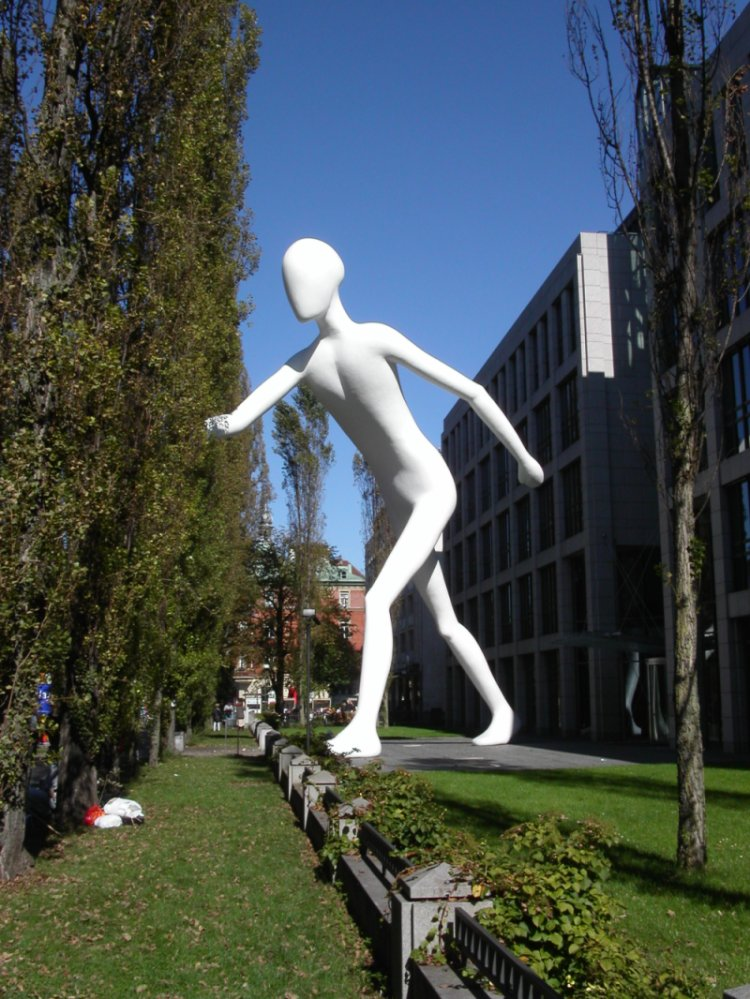
ジョナサン・ボロフスキーの「歩く人」、ミュンヘンのシュバービングにある公共アート。
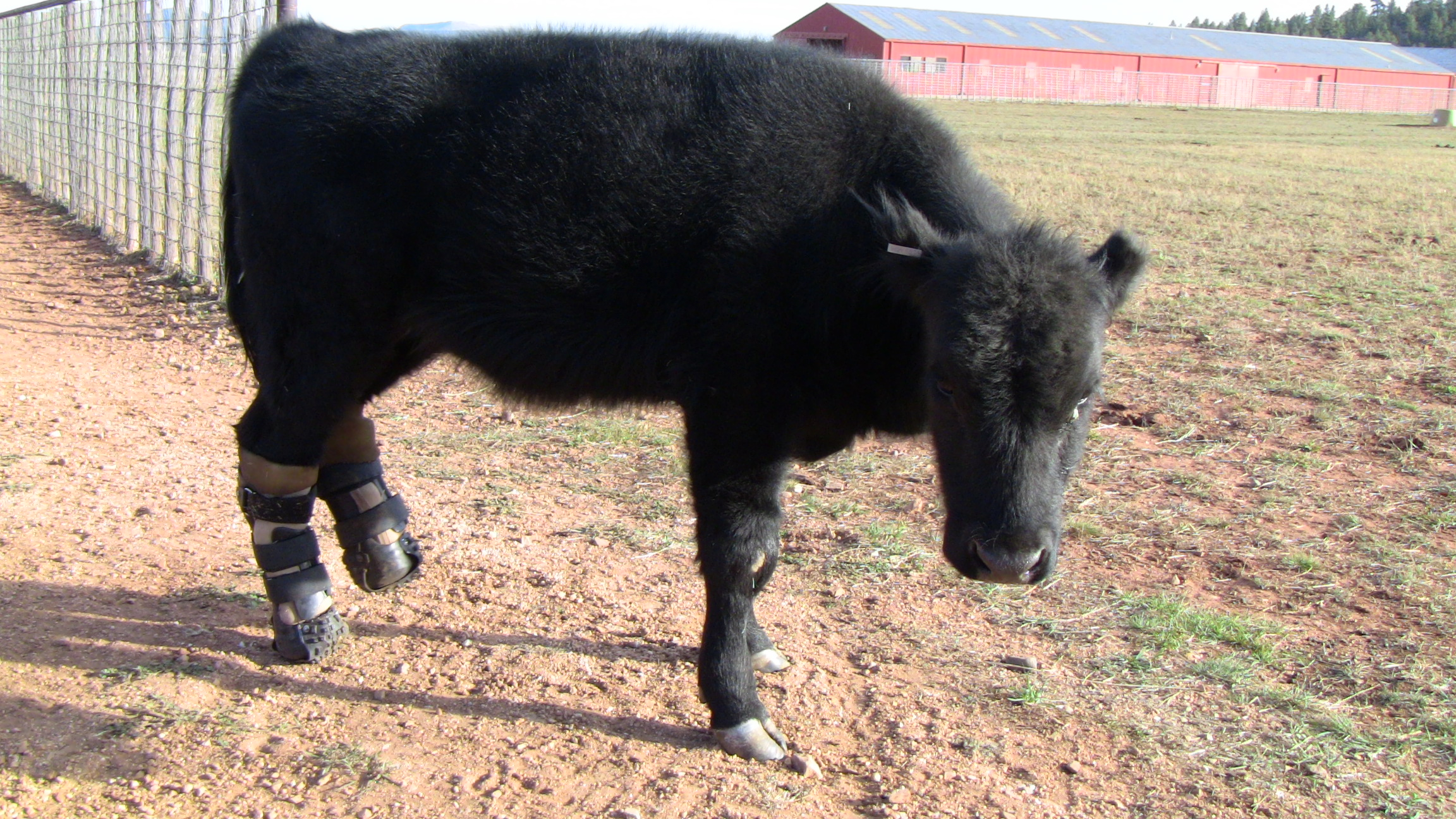
義肢を付けた牛メドウ